# Shinji Fujiyoshi
Shinji Fujiyoshi (Tokio, 3 april 1970) is een voormalig Japans voetballer.

## Carrière
Shinji Fujiyoshi speelde tussen 1989 en 2009 voor Verdy Kawasaki, Kyoto Purple Sanga, Vegalta Sendai, Chengdu Five Bulls, FC Ryukyu en New Wave Kitakyushu.